# Église Saint-Nicolas-et-Saint-Marc de Ville-d'Avray
L'église Saint-Nicolas-et-Saint-Marc est une église paroissiale catholique de Ville-d'Avray consacrée à saint Nicolas et à saint Marc.

## Histoire
Compte tenu de son état de délabrement, l'église Saint-Nicolas du 14e siècle fut démolie juste avant la révolution. La première pierre de l'église actuelle fut posée le 11 juillet 1789. Les plans étaient de l'architecte Darnaudin, dans un style néo-classique, le financement aux frais de Thierry de Ville d'Avray, intendant général du Garde-Meuble de la Couronne. La nouvelle église devint l'église Saint-Nicolas-Saint-Marc, placée sous le double vocable de saint Nicolas, patron de l’ancienne église, et de saint Marc, patron du seigneur de Ville d’Avray. C'est l'une des rares églises construites en France pendant la Révolution.  
Consacrée en 1791 par un prêtre constitutionnel, elle est transformée en 1793 en temple de la Raison, puis rendue au culte en 1795. L’architecte Poirot la restaure en 1830. 
Cette église fait l’objet d’une inscription au titre des monuments historiques depuis le 27 février 1934.
Les parois du transept portant les peintures de Jean-Baptiste Camille Corot font l’objet d’un classement au titre des monuments historiques depuis le 5 novembre 1928.
En 2016, l'intérieur de l'église est utilisé dans une scène de la série télévisée Fais pas ci, fais pas ça (Saison 8 Épisode 2 Tous pour tous).

## Le bâtiment

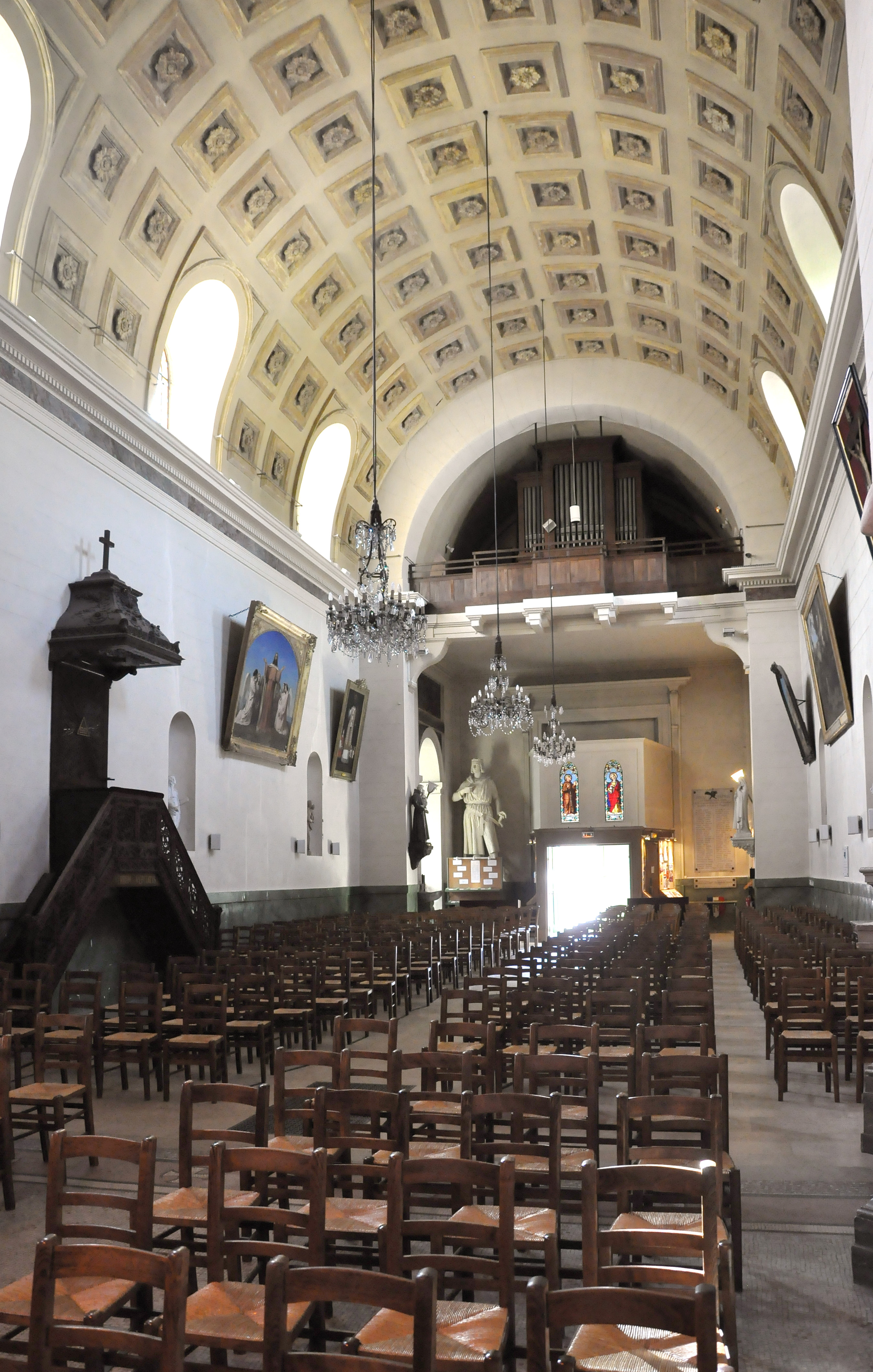
Intérieur de l'église.

De style Louis XVI, elle présente une façade percée d’un porche encadré de lignes de refends, le tout surmonté d’un fronton abritant une horloge. Elle est flanquée d’un clocher carré peu élevé. 
Cette église renferme des toiles et des modèles en plâtre, d'œuvres d'artistes connus : une statue de Saint-Louis par James Pradier et, de François Rude, « le Baptême du Christ » dont l'original est à l'église de la Madeleine à Paris. Dans les chapelles, à droite et à gauche du chœur, sont placées, en haut des murs, de petites fresques peintes par Corot. Un grand tableau de ce même peintre, œuvre de jeunesse (1837) représentant "Saint Jérôme dans le désert", se trouve à gauche dans la nef.
Tant l'extérieur que l'intérieur ont été restaurés entre 1971 et 1993.

## Pour approfondir